# Myonebrides flavomaculata
Myonebrides flavomaculata là một loài bọ cánh cứng trong họ Cerambycidae.